# Robert Prytz
Robert Prytz (ur. 12 stycznia 1960 w Malmö) – szwedzki piłkarz, który grał na pozycji pomocnika. 56 razy wystąpił w reprezentacji Szwecji. Grał m.in. w Hellas Verona, Malmö FF i Rangers.